# Mandelmanns trädgårdar
Mandelmanns trädgårdar är en privatägd trädgård som ligger i Rörum i Simrishamns kommun i Skåne län.

## Historik
Mandelmanns trädgårdar anlades i gården Djupadal strax utanför Rörum år 1996 av Gustav Mandelmann och Marie Mandelmann. Redan från början tillämpades ekologisk odling och gården är Kravmärkt.

## Djupadal
Gården Djupadal har sextio hektar mark. Gården ligger nere i Djupadal. Strax intill finns en bronsåldershög som heter Skallahögbjär. På toppen av högen växer ett träd, ”Ensamma trädet”. Strax bakom ligger höjdplatån Lahojen varifrån man har milsvid utsikt över jordbrukslandskapet och Hanöbukten. På markerna betar fjällnära kor och får som ger mjölk och kött. Runt gården ligger grönsaksodlingarna på friland och i växthus. Längst ner i trädgården ligger en liten sjö med ankor. Höns som bor i rullande hus flyttas dit det passar för att bland annat hålla rent från skadeinsekter.
Djupadal har utvecklats under åren och 2015 tillkom ett vindkraftverk och solceller på taket. Mandelmanns odlar allt själva och kan därför endast ha begränsat öppet för kafé och försäljning sommartid.

## Mandelmanns trädgårdar
Under åren har Mandelmanns uppmärksammats för sin verksamhet i både tidningar och TV. Gustav och Marie har dessutom gett ut tre böcker, Självhushållning på Djupadal 2013, Mandelmanns köksbok 2016 och Mandelmanns Söta 2019.

## TV-inspelningar
Gunnel Carlson gjorde programmet Gunnels Gröna i SVT2. Gunnel hälsar på hos Gustav, Marie och passionerade trädgårdsmänniskor 2007.
Pernilla Månsson Colt spelade in Trädgårdsfredag 2009 med Gustav och Marie Mandelmann.
Mandelmanns gård i TV4 har visats fyra säsonger med Gustav och Marie Mandelmann, 2017, 2018, 2019 och 2020.

## Böcker skrivna av Mandelmann
- Mandelmann, Marie; Mandelmann, Gustav (2013). Självhushållning på Djupadal. Stockholm: Bonnier fakta. sid. 271. ISBN 978-91-7424-202-7
- Mandelmann, Gustav; Mandelmann, Marie (2016). Mandelmanns köksbok: självhushållande recept från Djupadal.. Stockholm: Bonnier fakta. sid. 239. ISBN 978-91-7424-540-0

## Utmärkelser
Gustav och Marie Mandelmann blev nominerade till Augustpriset 2013 för sin bok Självhushållning på Djupadal.
White Guide Café 2017 gav Mandelmanns trädgårdar omdömet Mycket god klass.
Förbundet för organisk-biologisk odling har utsett Marie och Gustav Mandelmann till Årets Guldgrävare 2017.
Kristallen delade ut tre priser till Mandelmanns år 2017. Marie och Gustav Mandelmann vann ”Årets program”, ”Årets livsstilsprogram” och ”Årets tv-personlighet”.

## Bildgalleri

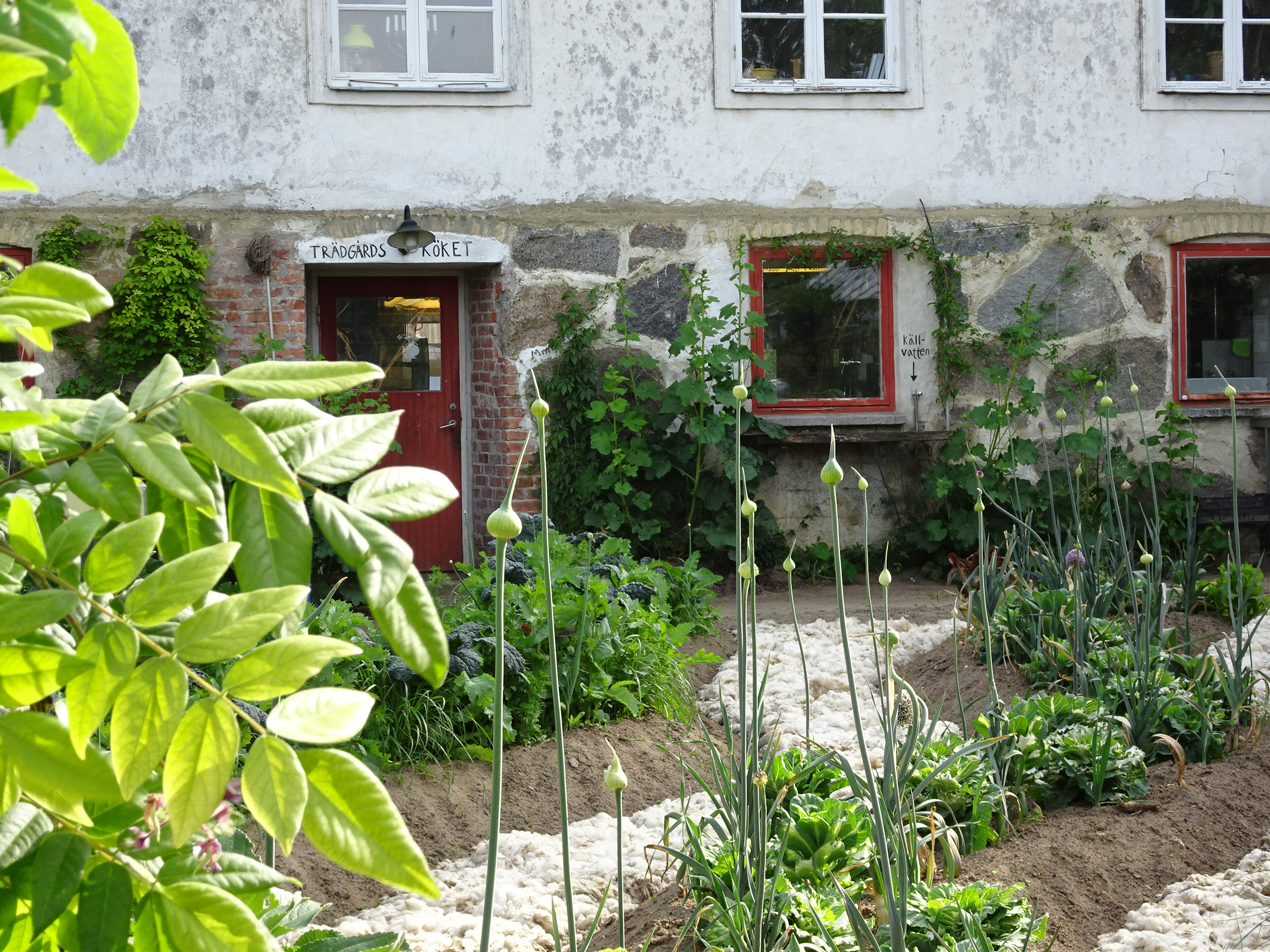
Mandelmanns café.
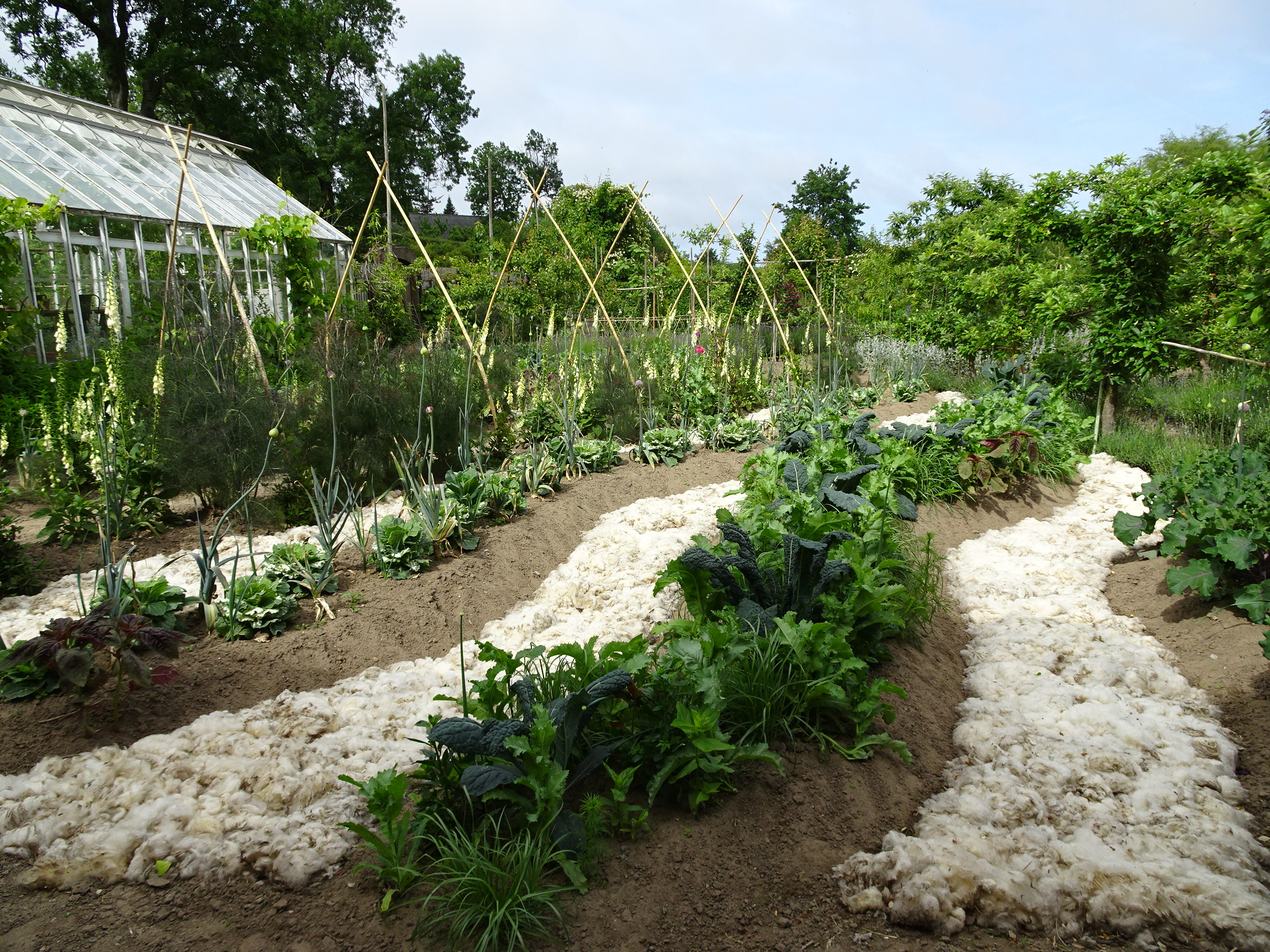
Planteringarna med ull att gå på.
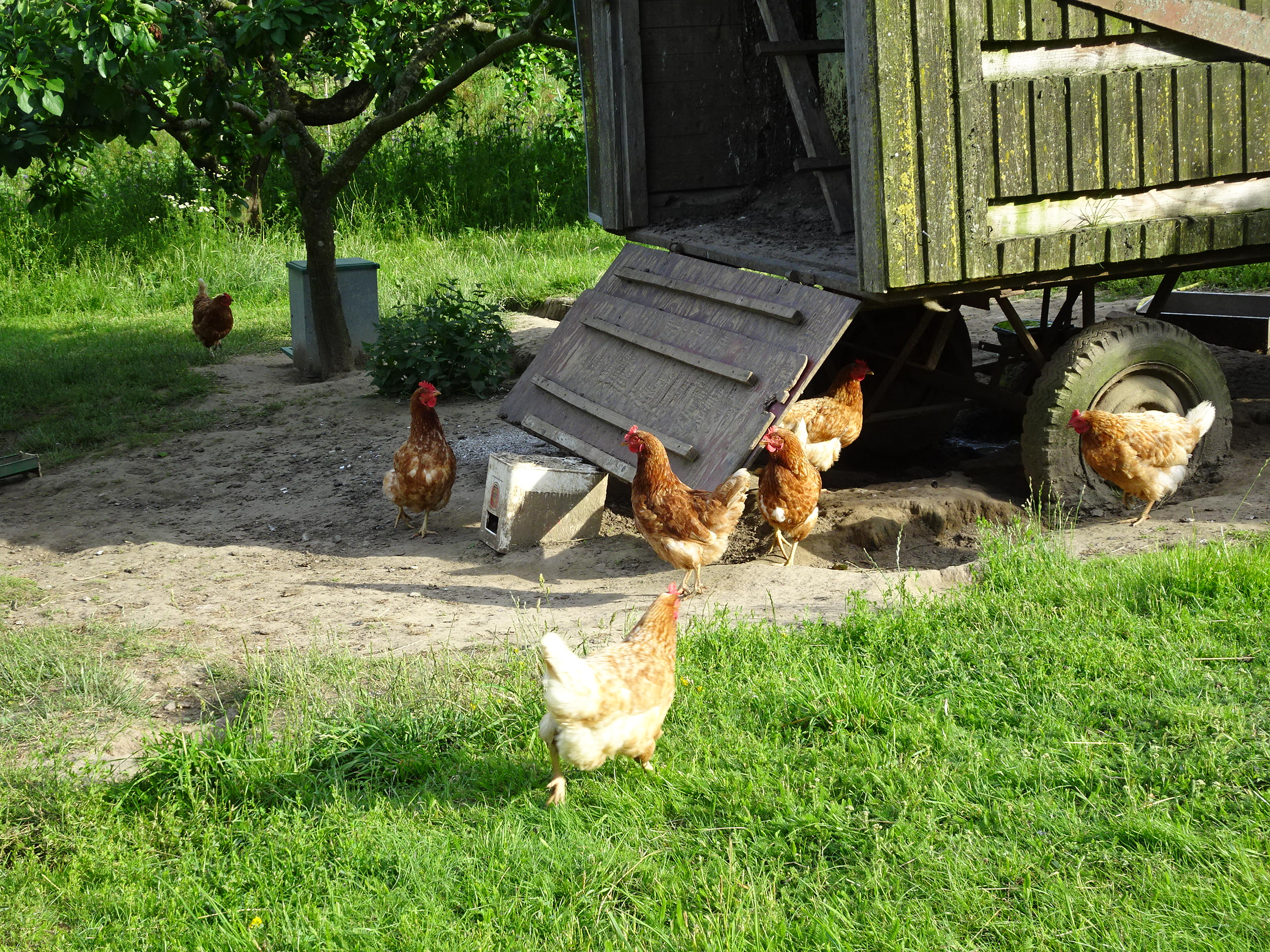
Mandelmanns hönshus och höns.
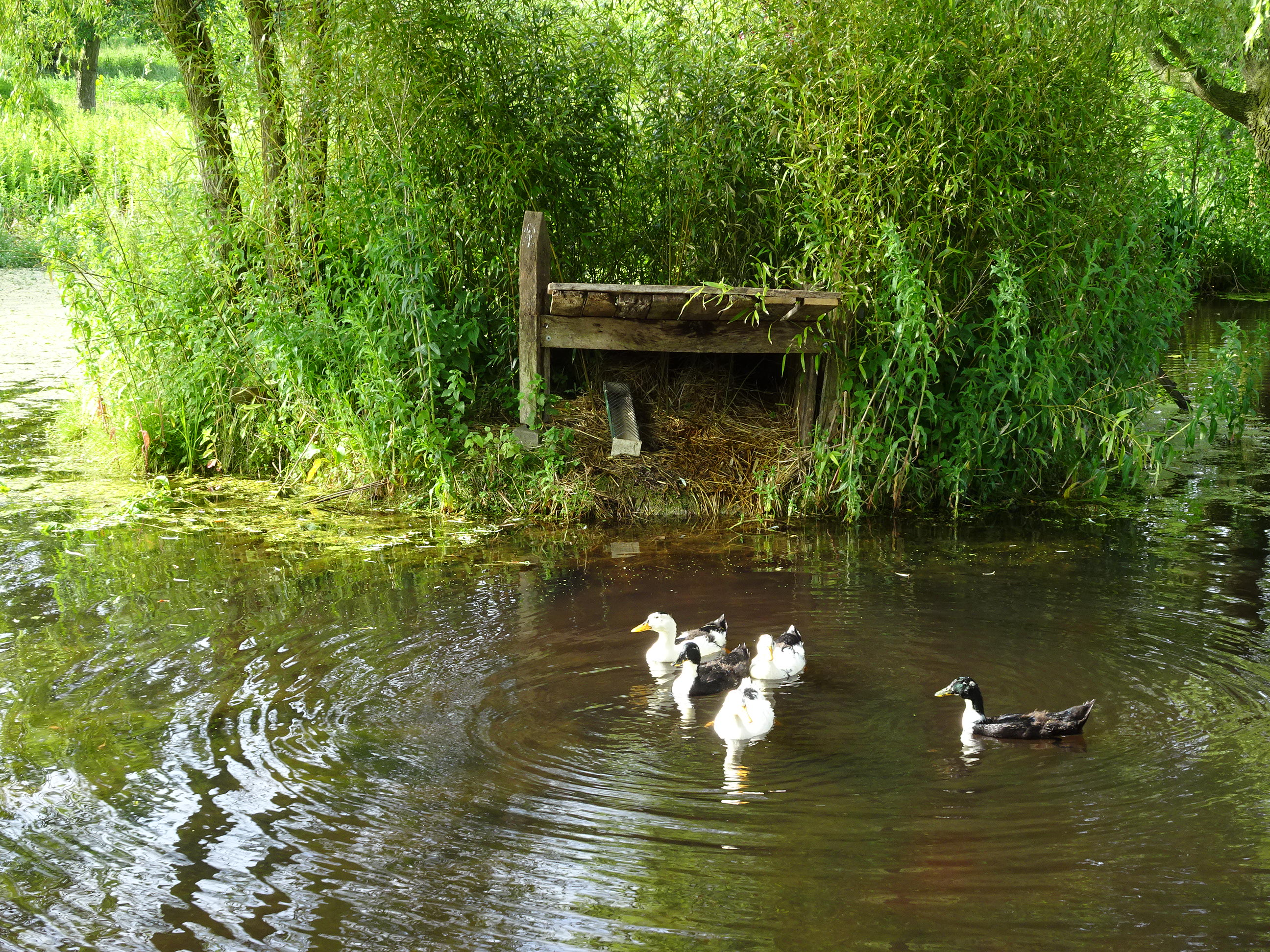
Dammen med ankor.